# Église Saint-Pierre de Volmunster
Pour les articles homonymes, voir Église Saint-Pierre.
L'église Saint-Pierre se situe dans la commune française de Volmunster et le département de la Moselle.

## Histoire

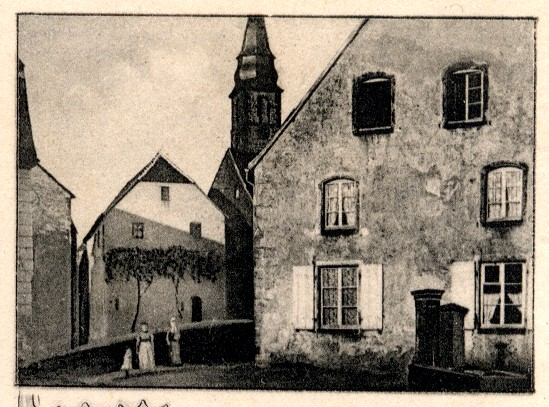
Vue de l'église avant la guerre

Au point de vue spirituel, le village de Volmunster est jusqu'à la Révolution à la tête d'une vaste paroisse de l'archiprêtré de Hornbach, avec sept succursales. Il est ensuite érigé en chef-lieu d'archiprêtré en 1802 avec Eschviller, Weiskirch, Nousseviller et Dollenbach comme annexes.
Depuis le début du XIIIe siècle, l'abbaye d'Herbitzheim, en Alsace bossue, a le droit de patronage de la paroisse puis, lors de sa suppression en 1554, celui-ci passe au seigneur de Bitche.

## Édifice
L'église paroissiale, dédiée à saint Pierre est rebâtie en 1816 puis en 1854. 
Très endommagée durant la Seconde Guerre mondiale, elle est entièrement reconstruite de 1957 à 1960 sur des plans de Roger Sarrailh, architecte à Bitche.